# Oosterland (waterschap)
Het Oosterland is een voormalig interprovinciaal waterschap dat grotendeels in de Nederlandse provincie Drenthe lag en voor een klein gedeelte in Groningen.
Van het waterschap lag het grootste deel ten zuiden van de Meerweg, de weg van Haren naar Eelde-Paterswolde, ten zuiden van de Eelder Schipsloot. Van 1917 tot 1951 waterde het af op de Eelderwolderpolder. Nadien waterde het via de Schipsloot af op het Noord-Willemskanaal.
Waterstaatkundig gezien ligt het gebied sinds 2000 binnen dat van het waterschap Hunze en Aa's.